# Адамс (окръг, Айова)
Вижте пояснителната страница за други значения на Адамс.
Окръг Адамс (на английски: Adams County) е окръг в щата Айова, Съединени американски щати. Площ 1102 km² (0,76% от територията на щата, 91-во място). Население – 4029 души (2017), 0,13% от населението на щата, 99-о последно място, гъстота 3,66 души/km². Административен център град Корнинг.
Окръгът е разположен в югозападната част на щата. Граничи със следните окръзите: на север – Кас и Адеър, на изток – с окръг Юниън, на юг – Тейлър, на запад – Монтгомъри. Релефът е равнинен с надморска височина между 320 и 380 m. През окръга от североизток на югозапад протичат горните течения на реките Източен и Западен Нодавей, съставящи на река Нодавей (ляв приток на Мисури), а в югоизточната му част – участък от горното течение на река Плат (ляв приток на Мисури).
Административен център на окръга и най-голямо селище е град Корнинг 1635 души (2010 г.), разположен на река Източен Нодавей.
През окръга, на протежение от 24 мили (38,6 km), от запад на изток, южно от град Корнинг преминава участък от Междущатско шосе .
Окръгът е образуван на 12 март 1853 г. и е наименуван в чест на 6-ия президент на САЩ Джон Куинси Адамс.